# العلاقات بين الاتحاد الأوروبي وأذربيجان
كانت لجمهورية أذربيجان والاتحاد الأوروبي علاقة أوثق على مر السنين، مع الحفاظ على علاقة إيجابية.أذربيجان هي جزء من سياسة الجوار الأوروبية، والشراكة الشرقية ومجلس أوروبا، وهي مستفيدة رئيسية من مساعدات الاتحاد الأوروبي والبنية التحتية الاستثمارات.

## الآراء

العلاقات بين الاتحاد الأوروبي وأذربيجان

قد حصلت الدولة على استقلالها في أغسطس عام 1991 وانضمت إلى الامم المتحدة في عام 1992.من خلال الأمم المتحدة وسياسات الحكومة، وصلت أذربيجان إلى المجتمع الدولي، وخاصة أوروبا، وفتحت اقتصادها.بدأت العلاقات الرسمية مع الاتحاد الاوروبى في عام 1996 عندما تم توقيع اتفاقية الشراكة والتعاون بين الاتحاد الاوروبى وأذربيجان. وقد بدأ نفاذ هذا الاتفاق في عام 1999.وكان هذا الاتفاق بداية للعلاقة الإيجابية بين جمهورية أذربيجان والاتحاد الأوروبي، حيث استفاد الجانبان من هذه العلاقة. واصبحت أذربيجان الدولة ال 43 الاعضاء في مجلس أوروبا في 25 كانون الثاني / يناير وعززت علاقاتها مع أوروبا.وبذلك فتحت أذربيجان نفسها أمام أوروبا والغرب.وقد انضمت أذربيجان منذ انضمامها إلى 50 معاهدة وتشارك بنشاط في المجلس.وفي 7 شباط / فبراير 2017، بدأ الاتحاد الأوروبي وأذربيجان مفاوضات بشأن اتفاق جديد يحل محل الاتفاق القديم الذي اعتمد في عام 1996.

## الأحداث التاريخية
وفي 24 كانون الثاني / يناير 1992، ناشد برلمان أذربيجان مجلس أوروبا أن يحصل على مركز «ضيف خاص مدعو».
وفي 13 يوليو / تموز 1996، بعث حيدر علييف برسالة إلى الأمين العام لمجلس أوروبا قال فيها إن أذربيجان مستعدة لأن تصبح عضوا كامل العضوية في مجلس أوروبا والانضمام إلى الاتفاقية الأوروبية لحقوق الإنسان والحريات كدول أعضاء أخرى.
وفي الجلسة 573 لمجلس لجنة نظامي - التأديبية التابعة لمجلس أوروبا في 11 أيلول / سبتمبر 1996، اعتمد القرار 32، الذي يتوخى تكثيف المفاوضات مع السلطات الأذربيجانية من أجل التعجيل بعملية الانتقال إلى الديمقراطية في أذربيجان والمساعدة في إطار برنامج التعاون.
وفي 25 نيسان / أبريل 1997، انضمت جمهورية أذربيجان إلى الاتفاقيات الأوروبية بشأن الثقافات.
وفي 3 شباط / فبراير 1998، وبناء على مبادرة من رئيس جمهورية أذربيجان، اتخذت الجمعية الوطنية لجمهورية أذربيجان قرارا بإلغاء عقوبة الإعدام.ومنذ عام 1993، فرض وقف اختياري على تنفيذ حكم الإعدام.
في 16 أغسطس 1998، ألغيت الرقابة على وسائل الإعلام في أذربيجان.
وفي 17 كانون الثاني / يناير 2001، وفي اجتماع لجنة وزراء مجلس أوروبا، اتخذ قرار باعتماد العضوية الكاملة لمجلس أوروبا في مجلس أوروبا.
وفي 25 كانون الثاني / يناير 2001، أقيم احتفال رسمي في ستراسبورغ بشأن قبول العضو الكامل في مجلس أوروبا في مجلس أوروبا.